# EQUULEUS
EQUULEUS (EQUilibriUm Lunar-Earth point 6U Spacecraft) は、東京大学中須賀・船瀬研究室 (ISSL) と宇宙航空研究開発機構 (JAXA) が開発したCubeSatの地球・月系ラグランジュ点探査機。ラグランジュ点から月面への衝突を高速度カメラや紫外線望遠鏡で観測する。名称はこうま座の英名 (Equuleus) に由来する。
2022年11月16日にスペース・ローンチ・システム (SLS) のアルテミス1号に相乗りで打上げられ、軌道変更の成功やミッション機器のチェックアウトなどを経て順調に運用していたが、2023年5月18日に通信途絶し、計画していたラグランジュ点へは投入されなかった。

## 歴史
- 2016年4月 - SLS初号機の相乗り衛星としてOMOTENASHIと共に選定される[3]。
- 2019年5月13から31日 - 米国カリフォルニア州モンロビアにあるNASA/JPLの試験施設で行われたNASA深宇宙追跡網 (NASA Deep Space Network) との適合性試験で、搭載されるXバンド通信機の通信性能が確認された[4]。
- 2021年7月 - OMOTENASHIと共にNASAに衛星を引き渡し[3]。
- 2022年
  - 11月16日 - 打ち上げ。地球・月系第2ラグランジュ点 (EML2) に向けて飛行した。
  - 11月22日 - 最初の月フライバイに成功[3]。
- 2023年
  - 2月 - 長周期彗星ZTF彗星を月面衝突閃光観測装置で撮影[3]。
  - 4月 - 観測機器のチェックアウトを完了しフルサクセスを達成[3]。
  - 5月18日 - 通信が途絶（16日の通信パスまで正常だった）[3]。
  - 5月23から25日 - 地球接近にあわせて複数の大型望遠鏡による光学観測で機体の回転が確認され、最後の通信時点の保有角運動量と整合することから電源が枯渇して無制御状態に陥ったと推測された[3][5]。
- 2024年4月9日 - 探査機の位置誤差の拡大を理由に運用終了した[6][7]。

通信途絶時点では、L2点への到達には大きな軌道変換は必要とせず軌道修正運用のみで2023年末に到達できる見込みであった。

2023年7月までの軌道アニメーション
地球·
月·
EQUULEUS

## 軌道設計
月重力アシスト（スイングバイ）と太陽潮汐力を利用し、小規模なスラスタによる小さなデルタV（数10m/s）でも1年程度の飛行期間を設けることでL2ラグランジュ点に到達可能であることを実証する軌道で計画された。
本機はSLSへの相乗りミッションという特性上、SLSのスケジュールが確定しない間、ラグランジュ点へ到達するための軌道を決定できないという事情があった。そのため、事前にデータベースを作成しておき、投入軌道が不確定な中でも現実的な計算時間で軌道生成が可能なよう準備された。実際に投入された軌道は定期的な修正制御が必要な比較的条件の悪い軌道であった。

## 機体設計

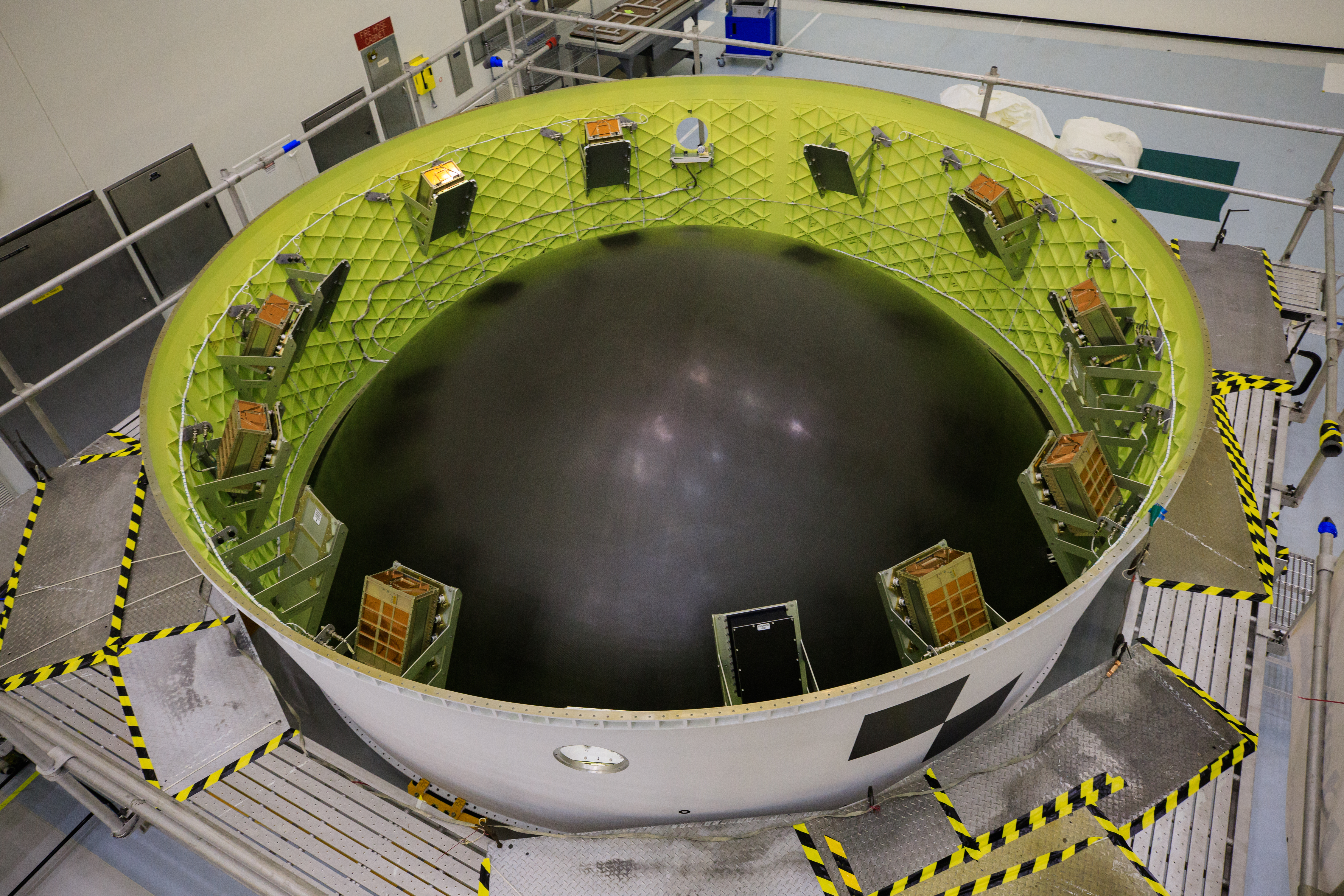
相乗りキューブサットが搭載されたアルテミス1号のオリオンステージアダプタ

EQUULEUSは6UのCubeSatでブリーフケースほどの大きさである。

### スラスタ―
スラスターのAQUARIUS (AQUA ResIstojet propUlsion System) は推進剤の水を気化させて推力とするレジストジェット推進器。搭載通信機器の排熱を利用することで消費電力を抑える設計となっている。100分の3気圧の環境で常温蒸発させる。工業用精製水を使用することでヒドラジン等で懸念される毒性がないため有人宇宙システムとの相性がよく、月等の地球以外の天体で調達が容易なことなどから将来性が期待されている。名称はみずがめ座を意味する。
- 軌道遷移スラスタ：2基
  - 推力：4.1mN
  - 比推力 (Isp) ：70秒
- 姿勢制御スラスタ：4基
  - 推力：0.6mN
  - 比推力：60秒
- 消費電力：22W
- 推進剤：水1.22kg[8]
- サイズ：2.5U

### バス機器
- 姿勢制御ユニット（1U）：XACT-50（Blue Canyon Technologies社）[16]
  - 3軸リアクションホイール
- スタートラッカー、太陽センサ×4、3軸MEMSジャイロ
- 通信機（0.4U）[8][17]
  - Xバンド（7 - 8GHz帯）、通信距離0.3au、発振子に原子時計を搭載
  - LGA（低利得アンテナ）×5
  - MGA（中利得アンテナ）×1
  - 通信速度：64kbps（MGA、150万km）
  - 運用局：臼田局、内之浦局、マドリード局、ゴールドストーン局[10]
- 太陽電池パネル[3]
  - 50W（1au）
  - 30cm×6cm×8枚
  - 2翼ジンバル機構搭載
- バッテリー：35Wh

## ミッション機器

### PHOENIX（プラズマ撮像装置）
地球の磁気圏プラズマを構成するヘリウムイオンを紫外光域で撮影する。あらせなどのジオスペースミッションを補完する。観測対象の紫外光は通常の鏡での反射が可視光の1/10と小さいため、モリブデンやシリコンを互層して干渉を利用した高反射率の鏡を開発している。名称はほうおう座を意味する。
- センサ[21]
  - 観測波長：30.4nm（ヘリウムイオン、極端紫外光）
  - 視野角：8度×8度
  - 空間分解能：0.1度未満
  - 時間分解能：10 - 60分
- 消費電力：1.5 - 1.8W
- 寸法：6.6×6.6×10cm（望遠鏡部分）
- 質量：538g

### DELPHINUS（閃光撮像カメラ)
小隕石による月面衝突閃光（Lunar Impact Flash、LIF）を高速カメラで撮影し、月面での活動に対する脅威を評価する。CCDカメラ2台の構成で電気ノイズや宇宙線の影響を除去する。月面の夜側を毎秒60フレーム撮影し、専用のFPGAモジュールでリアルタイムにオンボードで画像処理を実施してLIF候補が含まれたダウンリンク用のクリップ画像を生成する。月面閃光の発光時間は0.01 - 0.1秒とされ、地球からは5 - 10等級程度の明るさで見える。名称はこうま座（Equuleus）の近くのいるか座（Delphinus）にちなむ。
- モノクロCCDカメラ（2台）
  - 有効画素数：659×494[23]
  - 解像度：6km/ピクセル（距離4万km）
  - 露出時間
    - 月面衝突閃光モード：1/60秒
    - 小惑星観測モード：1/4000 - 34秒
- レンズ
  - 口径：35.7mm
  - 焦点距離：50mm
  - 絞り：F1.4
  - 設計波長：380 - 750mm
- 鏡筒内部コーティング：ベンタブラック（可視光の99.965%を吸収）[22]
- 消費電力：4W[21]
- 質量：572g

### CLOTH（ダスト計測器）
シス・ルナ空間（地球から月軌道周辺）におけるダスト環境を評価する。ゲートウェイの安全性評価に貢献するデータ等として期待された。機体を保護するMLI（多層断熱材）の層間に配置されたフィルム状のダスト検知センサ。大型センサの搭載が難しい超小型衛星の課題を解決している。再外層のMLIを貫通したダストがPVDFフィルムに衝突した時刻、センサチャネル、センサ温度、波高値（質量と速度の関数）がハウスキーピングデータの一つとして記録され、これを元にダストの運動量と空間分布が解析される。圧力を受けると電圧が生じるセンサで、ISASとしては2010年打ち上げのソーラーセイル実証機IKAROSにALADDINセンサとして搭載実績がある。
- センサ材料：20μm厚PVDF（ポリフッ化ビニリデン）[21]
  - 検出可能ダスト粒径[21]
    - EML2ダスト(1km/s)：29 - 1300μm
    - 惑星間ダスト（12km/s）：4 - 35μm
- センサ有効面積：435cm2（表面積の約2割に相当）
- 質量：100g未満（ハーネスを含む）

## 成果
3回のデルタV運用と11回の軌道修正（TCM）運用に成功し、アルテミス1号に相乗りした10機のキューブサットのうち計画通りの軌道制御に成功したのはEQUULEUSのみであった。月フライバイ中に月の裏面を撮像し、磁気圏プラズマ撮像装置はサイエンスデータの取得に成功している。

### 達成した世界初の成果
- 水を推進剤とした地球低軌道以遠での軌道制御[3]
- キューブサットとして長周期彗星を撮影[3]

### 評価
- 第6回宇宙開発利用大賞 選考委員会特別賞[25]
  - 水を推進剤として高精度な軌道制御に成功したことが評価された。

## 関連項目

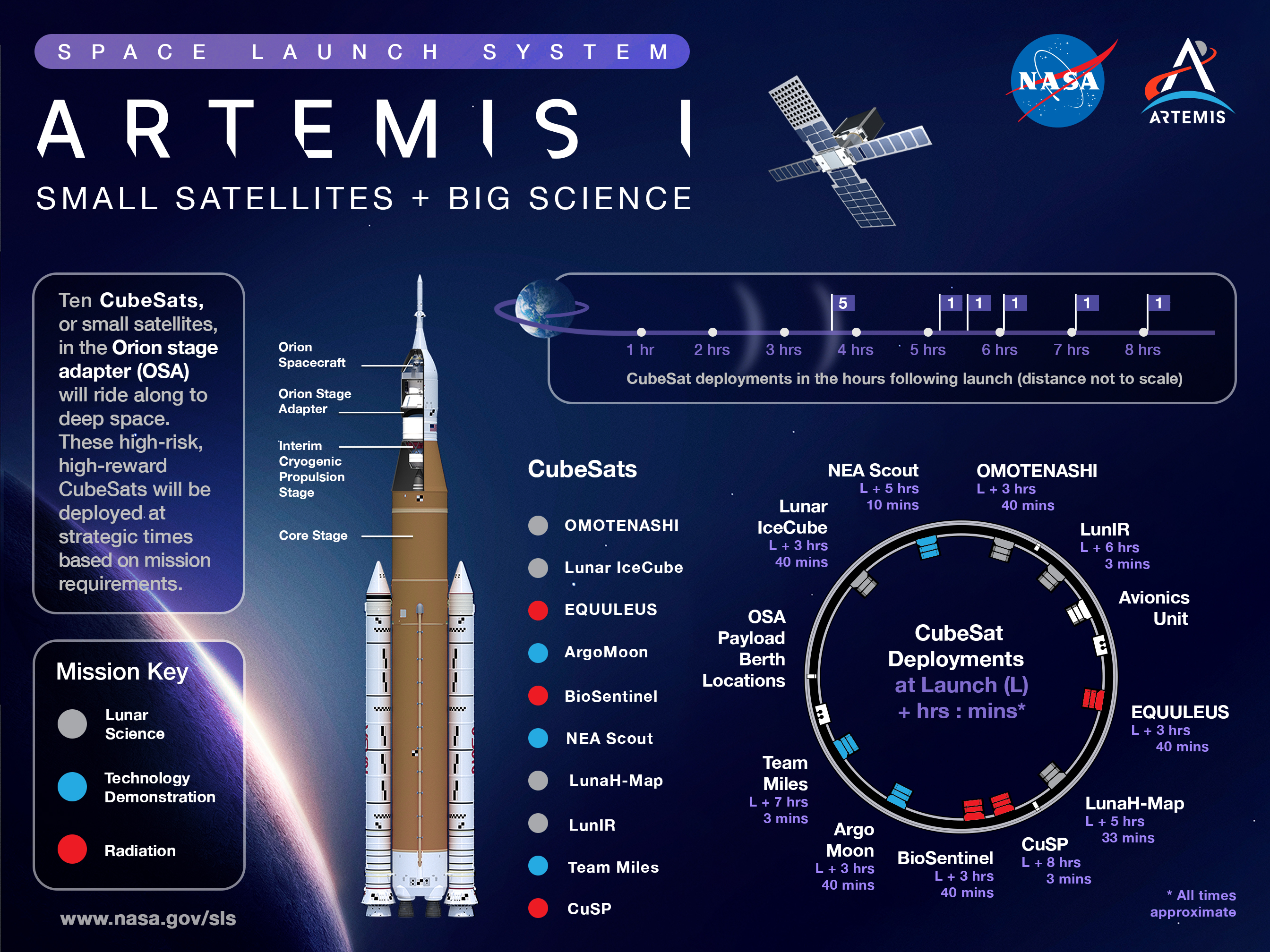
アルテミス1号の相乗り衛星と放出タイミング